# Ono no Komachi

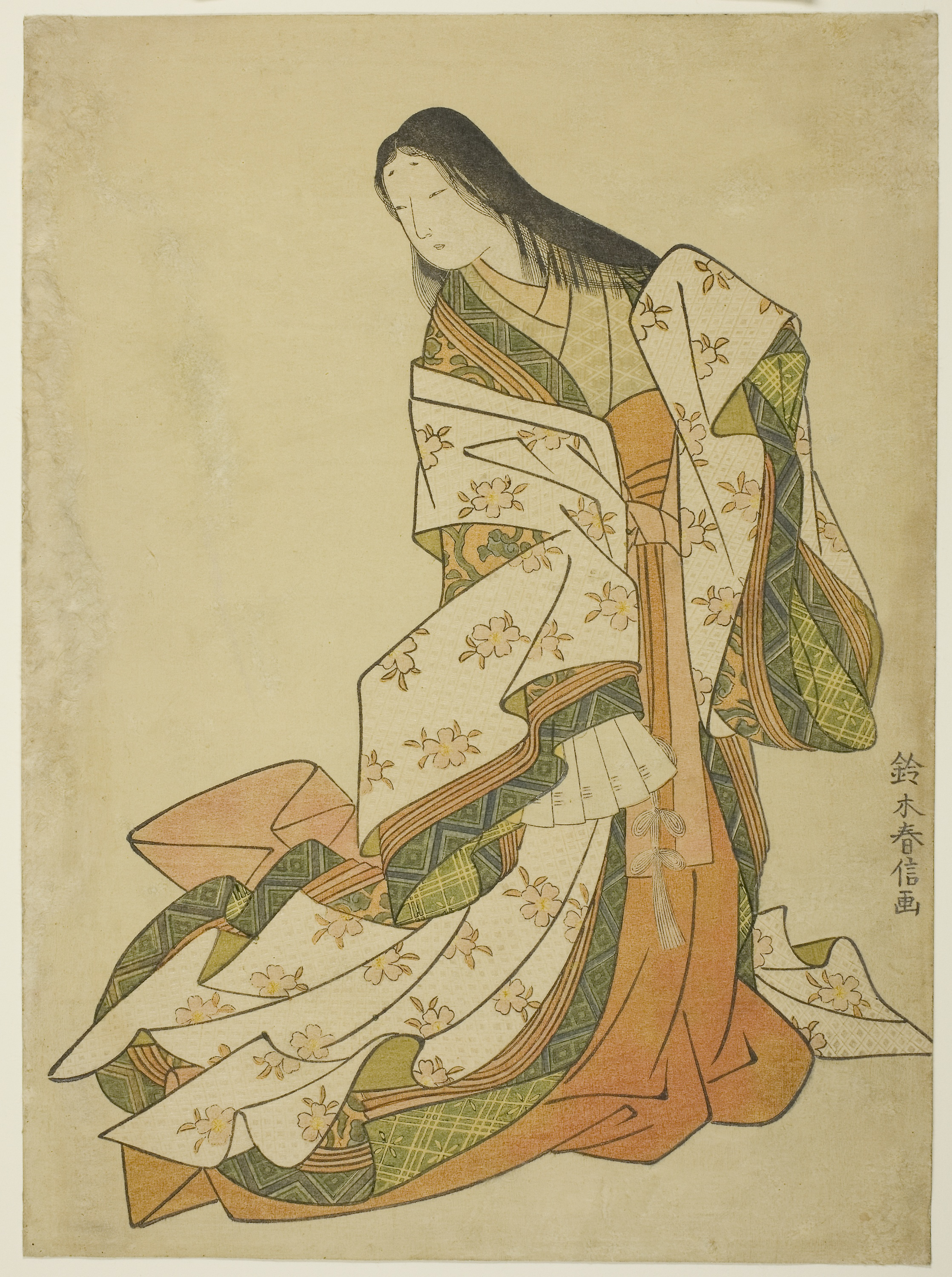
Ono no Komachi.

Ono no Komachi (小野 小町 aproximadamente 825–900 d. C.) fue una famosa poetisa japonesa de Waka (poesía japonesa). Fue una de los seis mejores poetas de Waka (conocidos como Rokkasen) de principios del período Heian.
Fue posiblemente una cortesana de rango bajo o dama de honor de cierto emperador, posiblemente el emperador Ninmyō (r. 833-850). Destacaba por su extraordinaria belleza. Komachi es un modelo de belleza femenina en Japón.
Los lugares de su nacimiento y muerte son inciertos. Según una tradición, nació en la actual prefectura de Akita.
Como poetisa, tenía un gran talento para cantar al amor. La mayoría de su waka trata los temas de la ansiedad, la soledad, o la pasión del amor. Fue la única poetisa que se mencionaba en el prefacio de Kokinshu, donde su estilo se describía como «contenedor de ingenuidad al viejo estilo y delicadeza al mismo tiempo».
Se le atribuyeron algunas leyendas románticas. Una de las más famosas fue un relato sobre ella y Fukakusa no Shosho, un cortesano de alto rango. Komachi le prometió que si la visitaba cien noches seguidas, ella se convertiría en su amante. Fukakusa no Shosho la visitó cada noche, pero fracasó únicamente una vez. Deseperó y cayó enfermo muriendo finalmente de pena. Cuando Komachi se enteró se entristeció muchísimo.

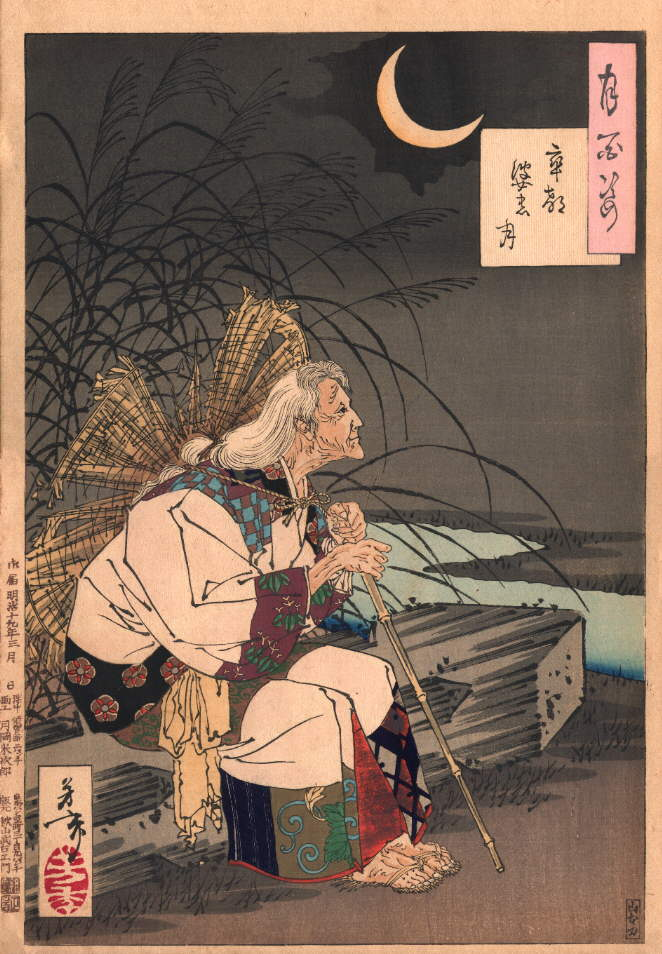
Ono no Komachi en la vejez, un grabado en madera por Tsukioka Yoshitoshi.

En ocasiones, fue representada en la literatura de periodos posteriores, incluyendo las obras teatrales Noh. En esas obras, se representaba a menudo una de sus dos facetas. Una, su talento en la waka. La otra, sus aventuras amorosas y su vanidosa forma de vivirlas. Más adelante, Komachi es representada en la vejez. Mayor, perdida su belleza y abandonada por sus antiguos amantes, lamentando su vida. Esta, es una descripción ficticia influenciada por la filosofía budista y quizá no haya relación entre esta representación y la figura histórica.
El Akita Shinkansen se apoda Komachi en su honor. También, una variedad de arroz, Akita Komachi, lleva su nombre.